# Roberto MacLean Forero
Roberto Guillermo MacLean Forero (Tacna, 1878 - 23 de marzo de 1928) fue un político peruano. Fue miembro del Congreso de la República del Perú por el departamento de Tacna durante casi 30 años entre 1901 hasta su fallecimiento en 1928.
Nació en Tacna en 1878, hijo de Guillermo Roberto MacLean Portocarrero y Julia Forero y Ara. Se casó en 1901 con Carmen Rosa Estenós Torres. En su matrimonio tuvo dos hijos: Roberto y Jorge quienes tuvieron participación en la política y la diplomacia peruana. 
En 1901 fue elegido como diputado suplente por la provincia de Tacna a pesar de que esta se encontraba cautiva luego de la derrota peruana en la Guerra con Chile. En 1907 fue elegido, esta vez por la provincia de Tarata, como diputado titular, cargo que ocupó hasta 1912. En 1913 asumió el cargo de senador suplente por el departamento de Tacna hasta 1918 y desde 1919 hasta su fuerte fue elegido como diputado titular por la provincia de Tacna siendo reelegido en 1924.
Falleció el 3 de marzo de 1928 a la edad de 50 años.